# Wiktor Brégy

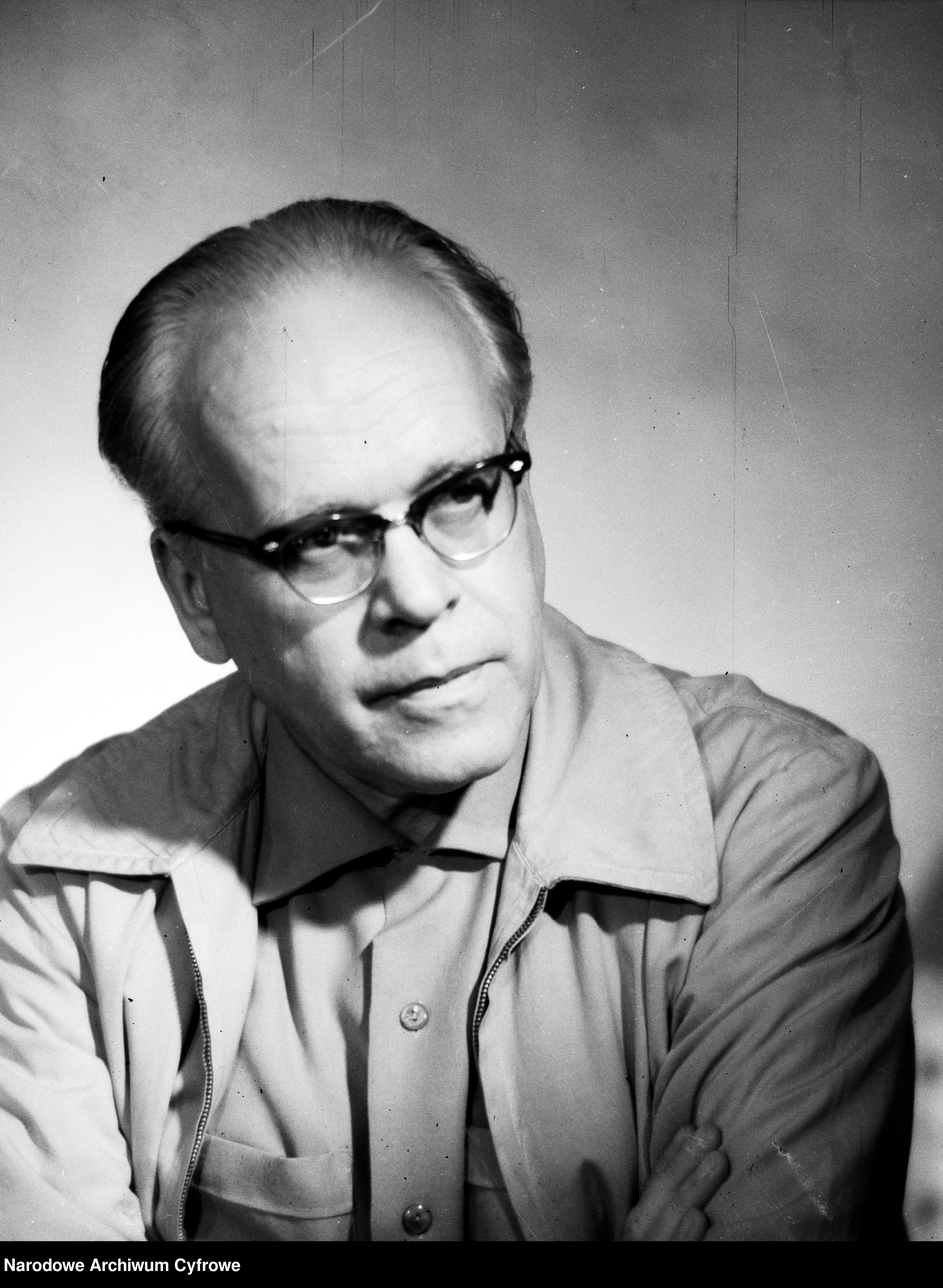
Wiktor Brégy

Wiktor Brégy, auch Wictor Brégy (* 3. September 1903 in Kiew; † 19. Mai 1976 in Warschau) war ein französisch-polnischer Opernsänger (Tenor), Opernregisseur und Gesangspädagoge.

## Leben
Brégy verbrachte seine Kindheit in der Mandschurei und in Sibirien. Er besuchte das Gymnasium in Kiew und ab 1920 in Warschau und studierte von 1923 bis 1925 Jura an der Universität Warschau. Parallel dazu nahm er Gesangsunterricht bei Adela Wilgocka. Von 1925 bis 1927 leistete er, da er durch seinen Vater französischer Staatsbürger war, seinen Wehrdienst in der französischen Armee. Nach seiner Rückkehr nach Polen setzte er seine Gesangsausbildung bei Maria Łubkowska fort.
Zugleich erhielt er ein Engagement als Erster Tenor an der Warschauer Oper, wo er mehr als zwanzig Hauptrollen sang und vor allem als „Almaviva“ in Rossinis Barbier von Sevilla Erfolg hatte. 1931 debütierte er an der Opéra-Comique in Paris als „Gérald“ in Delibes’ Lakmé und war dort bis 1933 engagiert. Danach gastierte er in den Opernhäusern von Bern, Zürich und Basel, trat 1933 an der Wiener Staatsoper und von 1935 bis 1936 an der Wiener Volksoper auf.
Bei Ausbruch des Zweiten Weltkrieges hielt sich Brégy in Warschau auf und gab dort Gesangs- und Fremdsprachenunterricht. Als französischer Staatsbürger wurde er 1940 verhaftet und kam zunächst ins Warschauer Gefängnis Pawiak, 1944 in das KZ Stutthof und dann in die Festung Graudenz. Von dort gelang ihm die Flucht. Er lebte bis zum Kriegsende im Untergrund in Krakau.
Nach dem Krieg trat Brégy nur noch sporadisch als Sänger auf. Er übernahm 1945 eine Klasse für Operngesang an der Fryderyk-Chopin-Musikschule und wurde 1948 Direktor der Warschauer Oper. 1950 gründete er das Opernstudio in Danzig, aus dem die Polska Filharmonia Baltica hervorging. Ab 1957 unterrichtete er an der Höheren Staatlichen Musikschule (1979 in Fryderyk-Chopin-Musikakademie und 2008 in Fryderyk-Chopin-Universität für Musik umbenannt). 1974 erschien sein Lehrbuch Elementy techniki wokalnej.